# Parascorpis typus
Parascorpis typus (Bleeker, 1875) è un pesce osseo marino, unica specie appartenente alla famiglia Parascorpididae.

## Distribuzione e habitat
È endemico della parte sudoccidentale dell'Oceano Indiano lungo le coste di Mozambico e Sudafrica. Costiero. Vive a profondità da 20 a 200 metri.

## Descrizione
Questo pesce ha corpo molto alto e compresso con dorso fortemente arcuato. La bocca è molto ampia con la mandibola sporgente. La pinna dorsale è unica, bassa, con parte anteriore con 11 o 12 raggi spiniformi. Anche la pinna anale è bassa e porta 3 raggi spinosi. Pinna caudale forcuta. Colore brunastro o grigiastro.
Lunghezza massima: 60 cm.

## Biologia
Praticamente ignota.

### Alimentazione
Si ciba di zooplancton.

## Pesca
Raramente catturato dai pescatori sportivi. La carne è buona.

## Tassonomia
Non è certo se Parascorpis typus sia una sola specie o un gruppo.